# حوزه انتخابیه سی‌وششم تگزاس
حوزه انتخابیه سی‌وششم تگزاس یک حوزه انتخابیه مجلس نمایندگان آمریکا است که در ایالت تگزاس قرار دارد.